# Sporting Club de Lyon
Der Sporting Club de Lyon war ein französisches Eishockeyteam aus Lyon und erster Meister der Ligue Magnus.

## Geschichte
Sporting Club de Lyon gehörte in der Saison 1906/07 zu den Gründungsmitgliedern der Ligue Magnus, der höchsten französischen Eishockeyliga. Nachdem sich das Team in einer Gruppe bestehend aus drei Mannschaften gegen die Stadtrivalen Hockey Club Lyon und Star Club Lyon durchsetzen konnte, traf es im Finale auf den Club des Patineurs de Paris, der souverän mit 8:2 in Lyon besiegt wurde. In der folgenden Spielzeit standen sich erneut die beiden Mannschaften im Finale um die Coupe Magnus gegenüber. Auf neutralem Boden (in Chamonix), konnten sich jedoch dieses Mal die Pariser knapp mit 2:1 durchsetzen. Im Anschluss an die Saison 1907/08 wurde der Palais de Glace de Lyon geschlossen, woraufhin sich der Sporting Club auflöste. Dies hatte auch Auswirkungen auf den Spielbetrieb in der Ligue Magnus, da auch die beiden Stadtrivalen Lyons nicht mehr an der Meisterschaft teilnehmen konnten und der Spielbetrieb erst wieder in der Saison 1911/12 aufgenommen wurde. 

## Erfolge
- Französischer Meister: 1907